# Björn Bürger
Björn Bürger (geboren am 10. Oktober 1985 in Darmstadt) ist ein deutscher Opernsänger (Bariton).

## Leben

### Schul- und Studienzeit
Björn Bürger verbrachte seine Kindheit und Jugend in Rodgau bei Frankfurt am Main.
Nach der Grundschule besuchte Bürger zunächst die Heinrich-Böll-Schule (Integrierte Gesamtschule) seines Heimatortes und wechselte Mitte 2002 zur gymnasialen Oberstufe der Oswald-von-Nell-Breuning-Schule in Rödermark. Die allgemeine Hochschulreife (Abitur) erlangte Bürger dort 2005. Der Schüler Björn Bürger erhielt, gefördert durch seine Eltern, früh Klavierunterricht an der örtlichen Freien Musikschule, ersten Gesangsunterricht nahm er beim Leiter des Polyhymnia-Popchors seiner Heimatstadt, das Gitarrespielen brachte er sich selbst bei. Sein Klavierlehrer machte ihn mit der Musik von Rio Reiser bekannt, der in den 1960er Jahren in derselben Straße lebte, in der Bürger später aufwuchs.

### Musikalischer Werdegang
2005 begann er an der Hochschule für Musik und Darstellende Kunst Frankfurt am Main zunächst ein Studium im Fachbereich Sprechtheater. 2007 wechselte er dort in den Fachbereich Operngesang, wo er zunächst bei Berthold Possemeyer und später bis 2013 in der Klasse von Hedwig Fassbender studierte. Während seiner Studienzeit hatte er neben weiteren Soloauftritten als Rio-Reiser-Interpret und Gastrollen als Opernsänger bereits vier Engagements in Produktionen der Oper Frankfurt. Er wirkte auch in verschiedenen Jahresproduktionen seiner Hochschule mit, so beim Höchster Opernsommer in der Hauptrolle des Osmin in Mozarts Singspiel Zaide und in der Hauptrolle des Königs Argante bei den Händel-Festspielen in Karlsruhe. Ferner trat er in der Hauptrolle des Victor Hugo in der Uraufführung von Paul Leonard Schäffers Lustspiel Eine Kapitulation nach einem Libretto von Richard Wagner beim Festival junger Künstler in Bayreuth auf.
Mit 27 Jahren setzte sich Björn Bürger im November 2012 beim Bundeswettbewerb Gesang Berlin im Finale in der Komischen Oper Berlin gegen elf weitere junge Künstler durch und gewann den mit 10.000 Euro dotierten ersten Platz.
Drei Monate später gewann Björn Bürger zusammen mit der Mezzosopranistin Dorottya Láng einen der höchstdotierten Förderpreise für Nachwuchssänger, den Emmerich-Smola-Preis. Nach einem Konzert mit den Wettbewerbsfinalisten in der Festhalle Landau entschied das Publikum über die Vergabe der Preise, die mit einem Konzertengagement mit der Deutschen Radio Philharmonie Saarbrücken-Kaiserslautern verbunden waren.

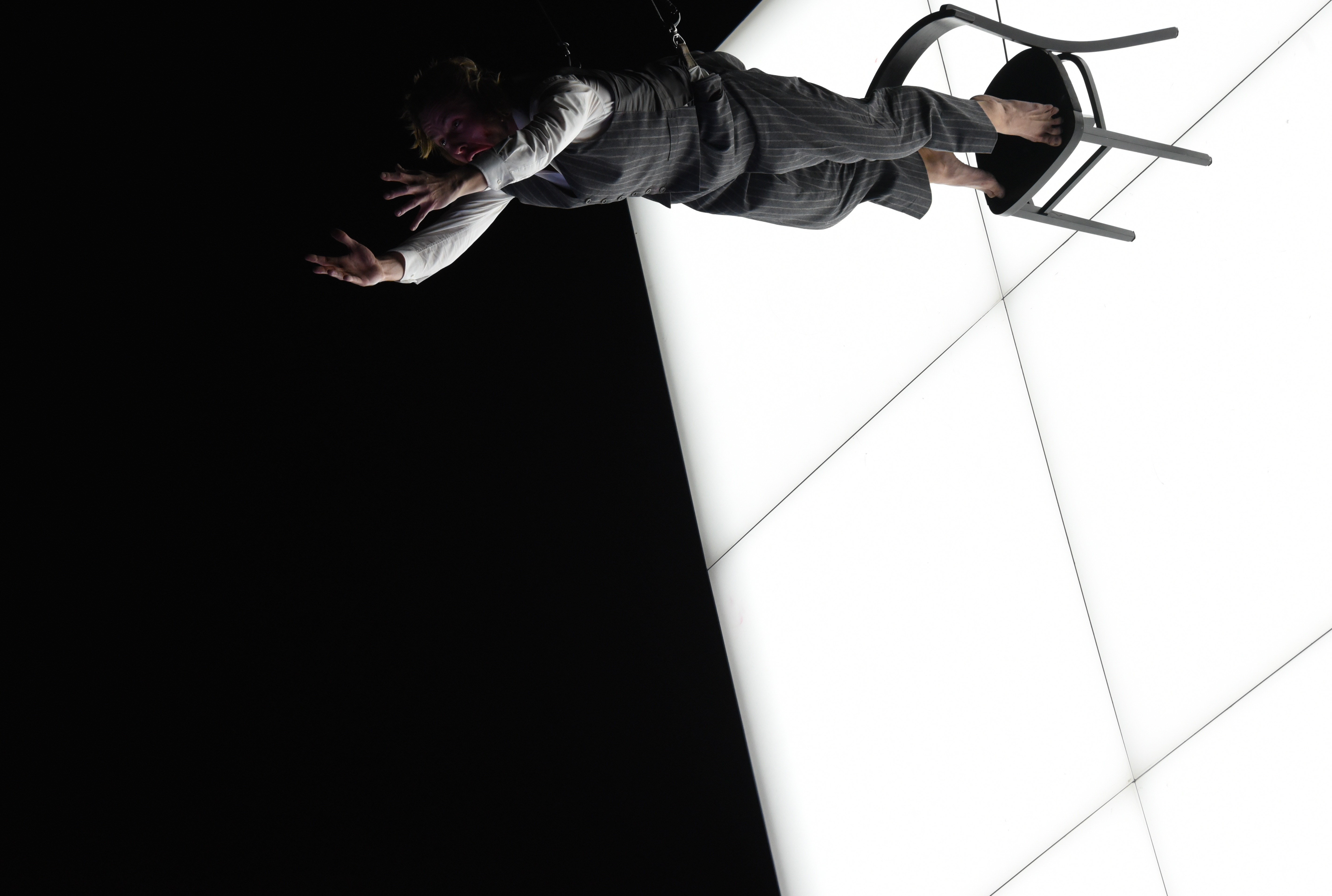
Björn Bürger in der Uraufführung von Der Mieter, Oper Frankfurt, November 2017

Ab der Spielzeit 2013/14 gehörte Björn Bürger bis 2018 zum festen Ensemble der Frankfurter Oper. Er sang dort u. a. Curio (Giulio Cesare in Egitto), Larkens (La fanciulla del West), Billy Budd, Harlekin (Ariadne auf Naxos), Papageno (Die Zauberflöte), Dandini (La Cenerentola), Owen Wingrave, Graf Almaviva (Le nozze di Figaro), Frank und Fritz (Die tote Stadt) sowie Pelléas (Pelléas et Mélisande). Einen großen persönlichen Erfolg konnte er im November 2017 in der Titelpartie der Uraufführung von Herrmanns Der Mieter erzielen, laut Frankfurter Allgemeine absolvierte er „eine vokal-darstellerische tour de force, die er intensiv, vielfach differenziert höchst eindrucksvoll meistert[e].“
Seit 2019/20 ist Björn Bürger Ensemblemitglied der Staatsoper Stuttgart. Er übernahm dort u. a. die Rollen des Marquis de Posa (Don Carlos), Papageno (Die Zauberflöte), Dr. Falke (Die Fledermaus) sowie Graf Almaviva (Le nozze di Figaro).
Bürger ist mit der Sängerin Esther Dierkes verheiratet.

## Stipendien, Ehrungen und Preise
- 2003 – Kulturförderpreis der Stadt Rodgau[5][9]
- 2010 – Stipendium der Yehudi Menuhin Live Music Now[5]
- 2011 – „MainCampus academicus-Stipendium“ der Stiftung Polytechnische Gesellschaft Frankfurt am Main[5]
- 2011 – Stipendium der Da-Ponte-Stiftung[5]
- 2012 – Erster Preis Bundeswettbewerb Gesang (Berlin)[6]
- 2013 – Emmerich-Smola-Förderpreis (Landau)[9][6]
- 2013 – Anneliese-Rothenberger-Wettbewerb (Mainau)[16]
- 2016 – Kulturpreis der Stadt Rodgau[1][17]

## Auftritte und Engagements
- 2000 – Bad Nauheim: Herr Fressack in Herr Fresssack und die Bremer Stadtmusikanten, (Musical) (Rio Reiser/R.P.S. Lanrue, 1973)[2]
- 2009 – Karlsruhe: König Argante in Rinaldo, (Oper) (Händel, 1711)[5][10]
- 2010 – Frankfurt-Höchst: Osmin in Zaide, (Singspiel) (Mozart, 1866)[9]
- 2010 – Rodgau: Solist beim „Rio-Reiser-Tribute-Konzert“[4]
- 2011 – Bad Vilbel: Papageno in Die Zauberflöte für Kinder, (Oper) (Mozart, 1791)[5]
- 2010 – Bayreuth: Victor Hugo in Eine Kapitulation, (Oper) (Paul Leonard Schäffer nach Wagner)[5][10]
- 2011 – Grand Théâtre de Genève: Drei Erscheinungen in Macbeth, (Oper) (Verdi, 1847)[10][6]
- 2012 – Oper Frankfurt: Dr. Falke in Die Fledermaus, (Operette) (Johann Strauß, 1874), in der Reihe „Oper für Kinder“[6]
- 2012 – Oper Frankfurt: Nicholas in Vanessa, (Oper) (Barber, 1958)[10]
- 2012 – Staatstheater Darmstadt: Die Opernprobe, (Oper) (Lortzing, 1851)[18]
- 2013 – Konzertengagement mit der Deutschen Radio Philharmonie Saarbrücken-Kaiserslautern[9]
- 2016/17 – Glyndebourne Festival: Figaro in Il barbiere di Siviglia[11]
- 2021 – Grand Théâtre de Genève: Prinz Andreï Bolkonski in Krieg und Frieden von Sergei Prokofjew[11]
- 2022 – Bayerische Staatsoper: Barbier in Die schweigsame Frau[11]
- 2022 – Opéra national du Rhin: Guglielmo in Così fan tutte[11]